# Бах, Себастьян
Себастьян Бах (настоящее имя — Себастьян Филипп Бьёрк, англ. Sebastian Philip Bierk; род. 3 апреля 1968, Фрипорт, Багамы) — канадско-американский вокалист, наиболее известный как фронтмен группы Skid Row в 1987—1996 годах. Со времени его ухода из Skid Row у него было много телевизионных ролей, выступлений на Бродвее, что позже привело к успешной сольной карьере.

## Биография
Родился на Багамах 3 апреля 1968 года, его отцом был художник Дэвид Бьёрк (1944—2002) норвежского происхождения, а мать — канадка. Брат — бывший вратарь НХЛ Зак Бьёрк. Жил в Линкрофте, Нью-Джерси. В декабре 2010 подал документы на развод. Имеет троих детей — 2 сыновей — по имени Пэриз и Лондон, и дочку — по имени Себастьяния, родившуюся в 2007 году.
Ходил в частную школу неподалёку от Торонто (Канада), любимым предметом был английский язык.

## Kid Wikkid (1983—1985)
Участники Kid Wikkid находились в Питерборо. Услышав группу и невзирая на свой возраст, 14-летний Бах участвовал в прослушивании и был успешно нанят гитаристом и лидером группы Джесоном Делормом. Kid Wikkid вернулись в Торонто и отец Баха, в конце концов, позволил Баху поехать с его тётей Лесли. Это событие было дважды отмечено в Петерборской газете.
Кроме Kid Wikkid ещё будучи подростком, он успел засветиться сразу в нескольких глэмовых рок-группах, таких как Herrenvolk, Madam X, V05, Hope (которая сначала сменила название на Sebastian, а после ухода Баха - на Winter Rose). Именно демо-версия песни «Saved by Love», записанная Бахом в составе Hope/Sebastian стала причиной его принятия в Skid Row.

## Skid Row (1987—1996)
Skid Row первоначально сформировались в конце восьмидесятых с основным вокалистом Мэттом Фаллоном. Они начинали играть в различных клубах Нью-Джерси. Вскоре, в 1987 году, Фаллон покинул группу, оставив Skid Row без вокалиста. В начале 1987 года, в возрасте 18 лет, Бах был приглашён в группу Skid Row. Гитарист Дэйв Сабо услышал его на свадьбе знаменитого рок-фотографа Марка Вейса. Дэйв отправил ему видеокассету с записью группы, и Бах дал своё согласие стать вокалистом группы. Благодаря мощной энергетике группы, уникальному вокальному таланту Себастьяна, а также личному знакомству Дэйвида с уже получившим в то время огромное признание Джоном Бон Джови, группе Skid Row удалось подняться на олимп славы[стиль]. Однако, из-за чрезмерно скандального поведения Себастьяна, после огромного успеха и признания во всём мире в качестве вокалиста Skid Row, его выгнали из группы в 1996 году.
В 1991 году он подвергался критике за то, что надел не глядя майку, которую один из фанатов выбросил на сцену. На майке была надпись «AIDS Kills Fags Dead» (СПИД убивает педиков наповал — пародия на известный в то время рекламный слоган инсектицида «Raid» — «Raid: Kills Bugs Dead» — Рэйд убивает насекомых наповал). Хотя Себастьян публично принёс извинения, тем не менее, после этого случая, он постоянно извинялся и говорил «Я действительно ступил и был не прав, надев эту майку всего на 30 минут своей жизни. Чего никто не замечает, так это то, что я в 2000 году, когда играл в Джекил и Хайде, пожертвовал $12000 на борьбу со СПИДом».
В 1990 году Бах пел на одной сцене с Guns N' Roses и Metallica во время вечерники, устроенной журналом RIP Magazine, а импровизированное название этой группы было The Gak («дорожка» кокаина).
В конце концов Бах был уволен после того как он зарегистрировал выступление Skid Row на разогреве для группы Kiss в 1996 году. Другие участники группы говорили Баху, что Skid Row слишком знаменит чтобы быть на разогреве и они не собираются участвовать в этом шоу. Затем Бах оставил сообщение на автоответчике одного из участников группы, говоря ему, что ты никогда не можешь быть столь знаменит чтобы не выступать перед Kiss, и, впоследствии, покинул группу. По иронии судьбы, четыре года спустя, Skid Row, был одной из разогревающих групп для прощального турне Kiss в 2000 году, но уже без Баха.

## Сольная карьера

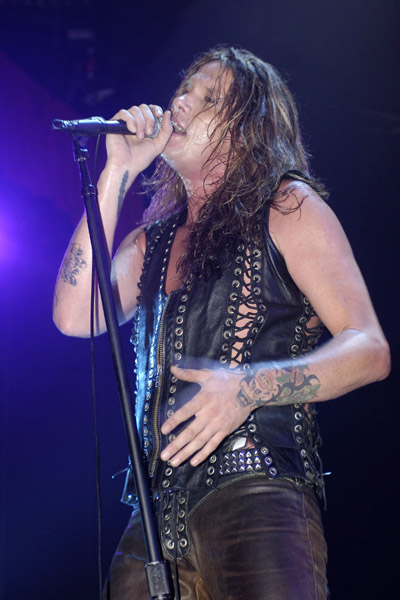
Бах в туре с Guns N' Roses, выступает на Уэмбли в Лондоне 30 июля 2006 года

### 1996—1999: The Last Hard Men
В 1996 году, после ухода из Skid Row, он основал группу The Last Hard Men с гитаристом Джимми Флемионом (Frogs), соло-гитаристкой Келли Дил (The Breeders) и барабанщиком Джимми Чамберлином из Smashing Pumpkins. Они записали полноформатный альбом под одноименным с группой названием, и подписали его на Atlantic Records, которые, в свою очередь, решили затем не издавать его. В 1998 году этот диск был издан на Nice Records Келли Дил, однако не принёс никакого успеха и был напечатан очень ограниченным тиражом всего в 1000 копий. Он был продан исключительно по почтовым заказам. Впоследствии диск был переиздан на Spitfire Records в 2001 году.
В 1999 году Бах выпустил свой дебютный сольный альбом Bring 'Em Bach Alive!, его первый релиз после ухода из Skid Row. Альбом был в основном концертным и состоял из песен Skid Row времен Баха; однако, в нём также было пять новых оригинальных сольных песен (студийных записей).

### 2000—2004: Бродвейские годы
В 2000 году Себастьян Бах подписался на выступления на Бродвее. Его первой работой стала главная роль в мюзикле Джекил и Хайд в апреле 2000 года. Хотя изначально контакт подразумевал работу до сентября, из-за хороших отзывов его попросили продлить договор до 15 октября. Потом на этой роли его заменил Дэвид Хассельхофф, которого Бах иногда обучал во время репетиций. Он также появлялся как Рифф Рафф в The Rocky Horror Show в 2001 году.
В 2001 году на собственном лейбле выпустил сольный альбом Bach 2: Basics. Альбом состоит из кавер-версий известных групп, выходивших ранее на трибьют-альбомах в 1996—2000 годах, также в него вошла композиция «This Is The Moment» из спектакля Джекил и Хайд. В записи некоторых треков принял участие бывший ударник Skid Row Роб Аффузо.
28 ноября 2001 года Бах появился на сцене благотворительного фестиваля New York Steel в ответ на события 9/11. Он появился в самом начале, затем уехал на выступление на Бродвее, а потом опять появился, в самом конце, когда все исполнители вышли вместе на последнюю песню.
В начале 2002 года он стал звездой телешоу VH1 Forever Wild. В октябре того же года Себастьян подписался на национальное турне с шоу Иисус Христос — суперзвезда, где он исполнял партию Иисуса до апреля 2003 года, и пел в этом мюзикле вместе с суперзвездой Карлом Андерсоном. Однако затем его уволили за «звёздное» поведение. Себастьян после сказал, что если бы ему дали место ещё раз, он бы взялся за роль Иуды (за которую как раз был известен Андерсон). В этом же году он пробовался на роль вокалиста Velvet Revolver перед тем, как группа нашла Скотта Уайланда. Как сказал Слэш, "Себастьян не подошёл, потому что мы стали звучать как «Skid Roses»!
В июне 2004 года вышел DVD «Forever Wild», на котором были представлены записи с живых выступлений. В том же году он ещё раз пел в мюзикле Джекил и Хайд. Также с 2003 по 2007 у него была роль в шоу на CW television «Gilmore Girls», где он играл гитариста Хепа Алиена.

### 2005—2006: Сайд-проекты Frameshift, SuperGroup, Damnocracy
В 2005 году Бах сотрудничал с Хеннингом Паули (Frameshift). Альбом получил название «An Absence of Empathy», и вышел в свет в апреле 2005 года. Хеннингу его рекомендовал Джеймс ЛаБри из Dream Theater, близкий друг Баха, спевший на предыдущем, дебютном альбоме Frameshift Unweaving the Rainbow.
Себастьян Бьёрк до сих пор поёт в своей собственной группе SEBASTIAN BACH (изначально называвшейся как Bach Tight Five и SEBASTIAN BACH and Friends). Музыканты его группы жили вместе с ним и его семьёй, о чём свидетельствует одна из серий видео VH1 «I Married… Sebastian Bach» из сериала «Я замужем за…». Другие звезды также включали Ди Снайдера из рок-группы Twisted Sister.
12, 14 и 15 мая 2006 года в программе разогрева перед Guns N' Roses на шоу Hammerstein Ballroom в Нью-Йорке, Бах пел вместе с Экслом Роузом «My Michelle». Также он выступал вместе с ним с этой песней ещё несколько раз, в том числе в их шоу на Pre-Download Festival в Apollo Hammersmith в Лондоне. Эксл Роуз на одном из концертов представил Себастьяна, сообщив, что они возобновили дружеские отношения после перерыва сроком в 13 лет. 4, 9 и 11 июля он опять присоединился к Роузу на сцене 2006 Gods of Metal Festival (Милан), Download Festival в Дублине и в Донингтоне, соответственно. Он также появлялся ещё на некоторых выступлениях во время европейского тура Guns N’ Roses. 23 сентября 2006 он присоединился к Экслу ещё один раз на фестивале KROQ-FM’s Inland Invasion в Калифорнии для исполнения «My Michelle». 30 июля Бах, во время турне Guns N’ Roses, заменил плохо себя чувствующего Эксла на песнях «Nightrain» и «Paradise City» на бис. Он также исполнил бэк-вокальные партии на песне «Sorry» на новом альбоме Guns N’ Roses, который получил название «Chinese Democracy», и, после длительных задержек, вышел в 2008 году.
Также в мае 2006 года Бах принимал участие в реалити-шоу SuperGroup на VH1. Гипотетическая группа называлась Damnocracy, и вместе с остальными музыкантами он жил в особняке в Лас Вегасе 12 дней, сочиняя музыку. В шоу Бах был всегда в самом центре скандалов, а журналисты писали о его узком мышлении и неспособности искать компромиссы, якобы из-за чего ему трудно работать с другими людьми. Эван Сейнфелд, который также играл в группе в этом шоу, указывал на проблемы с алкоголем, которые становились всё более явными по мере развития шоу. Сейнфилд, который сам прошёл курс лечения от алкогольной зависимости, критиковал Баха за то, что тот слишком много пьёт, когда Бах, напившись, упал головой об пол. На следующий день Бах извинился за то, что напился, но отказался следовать приказам Сейнфелда перестать пить. К концу шоу, хотя это было нелегко, Бах смог взять себя в руки и протрезвел.
13 сентября 2006 года во время концерта в Сиднее, Бах ушёл со сцены перед самым концом. Перед этим было два похожих инцидента, когда в Баха бросали пластиковыми бутылками, на что он ответил публике, что уйдёт, если это произойдёт ещё раз. Что и случилось на этом концерте — во время Youth Gone Wild в него попали пластиковым стаканом, он бросил микрофон и ушёл со сцены.

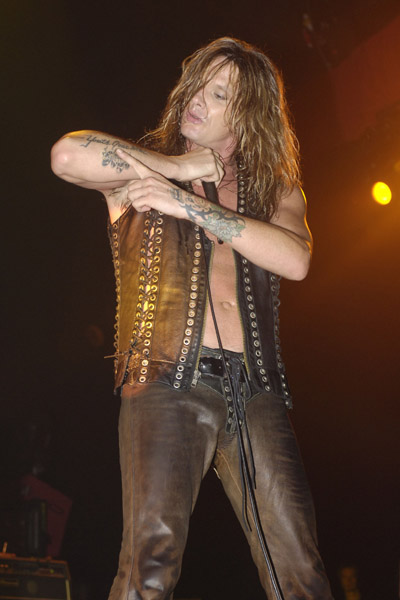
Бах в туре с Guns N' Roses, выступает на Уэмбли в Лондоне 30 июля 2006 года

### 2007: Angel Down
В 2007 году он принимает участие в телесериале «Trailer Park Boys» в седьмом эпизоде, где играет самого себя. Позже он встречает Рики и Джулиана на парковке, чтобы покурить марихуану. В эпизоде «Going off the rails on the Swayze Train» он появляется опять, и в этот раз помогает переправить наркотики через границу.
В июне этого же года Себастьян едет в турне в Японию, где выступает в Нагое, Осаке и Токио. В его тур-группу вошли Майк Члачак (гитара), Джонни Хроматик (гитара), Роб Де Лука (бас) и Джейсон Вест (барабаны). После тура по Японии, его группа выступает на австралийских и новозеландских гастролях, разогревая Guns N’ Roses.
Затем Бах объявляет о сотрудничестве с лейблом EMI, и говорит о том, что создаёт собственный лейбл Get Off My Bach!, который издаст его новый альбом под названием «Angel Down». В августе 2007 года он появляется в телешоу на MTV «Celebrity Rap Superstar», где исполняет рэп-песню «Mama said Knock You Out», а обучает его в этом рэпер Kurupy. Вскоре после этого на YouTube появляется ремикс его выступления, что ставит его киношную-рэп-карьеру под вопрос. Во время третьего эпизода шоу Бах объявляет в своей рэп-песне «November 20» о скором выходе своего альбома «Angel Down», а также упоминает о своём сотрудничестве с Экслом Роузом. Баху удаётся занять 3 место по окончании шоу.
20 ноября 2007 года выходит долгожданный альбом «Angel Down», занявший 191-е место в хит-параде Billboard Top 200 в первую неделю. В трех песнях в качестве второго вокалиста выступает Эксл Роуз. Альбом был очень хорошо встречен критиками, по мнению многих авторитетных изданий назван лучшим альбомом 2007 года.

### 2008—2010: Работа над новым альбомом
Летом 2008 года он выступает вместе с Poison и Dokken, а также устраивает сольный тур по Австралии и работает над новыми песнями с Джейми Джаста из Hatebreed. В мае в радио эфире Tampa 98 Rock его спрашивают о слухах о его присоединении к Velvet Revolver после ухода Скотта Вейленда, на что он отвечает, что работать в этой группе ему будет неловко, и он предпочитает работать над собственным материалом, а также он будет чувствовать себя не в своей тарелке, исполняя песни Эксла Роуза при его нынешних дружеских с ним отношениях. Он сказал: «Мне нравится материал Guns N’ Roses, но у меня есть свои старые песни — Skid Row — так что для меня.. всё зависит от музыки. Я не стану присоединяться к группе только ради того, чтобы в ней быть. Если мне предложат какой-то неимоверно крутой новый материал, возможно, я подумаю над этим».
На своей официальной странице MySpace Бах объявил о том, что на 2010 год он планирует издание двух альбомов, один в стиле кантри, другой роковый. Первый будет записан с Джефри Стили и Вики МакГехи. Роковый будет продолжением его работы «Angel Down», и в данный момент он пишет демо с Джеми Джаста для этой пластинки.
Кроме того, на своей странице Бах написал, что для записи нового альбома и концертных выступлений он ищет новых гитариста и бас-гитариста. Одним из претендентов на роль гитариста являлся гитарист-виртуоз John 5 (Marilyn Manson, Rob Zombie). 12 октября было объявлено через Facebook, что новым гитаристом стал 19-летний гитарист из Аризоны Ник Стерлинг (который, однако, уже успел выпустить 2 сольных альбома). С его участием прошли несколько концертов в Финляндии (с Alice Cooper), Венгрии, Италии, а 21 декабря — в Москве (Клуб Б1 Maximum), в декабре 2009 года, а также совместный тур с Guns N' Roses по Канаде в январе-феврале и Южной Америке в марте 2010 года.
14 ноября 2010 г. в канадском городе Питерборо в одном из местных баров произошёл неприятный инцидент с прямым участием Себастьяна. Он повздорил с барменом, в результате чего тот попросил Баха покинуть заведение. Бах решил уйти вместе с бокалом, но когда бармэн запретил ему выносить бокал, Себастьян бросил бокал в стеклянную дверь, которая разлетелась на куски. Когда один из служащих бара попытался задержать Баха, тот укусил его за руку.
Кроме того, после приезда полиции и обыске Баха выяснилось, что у того с собой имеется почти 2 грамма марихуаны. Теперь полицейские говорят, что ему грозит до 6 лет тюремного заключения. Самого же Баха задержали, но вскоре он вышел под залог в 3000 долларов. Материальный ущерб, по словам администрации бара, составляет 5000 долларов.
По последним новостям из канадских газет, адвокаты Баха сообщили, что слушание дела в суде отодвигается до 21 декабря 2010.

### 2011—2014: Kicking & Screaming и Give’Em Hell
14 февраля 2011 года появилась официальная информация, что Бах подписал контракт на выпуск нескольких альбомов с известным итальянским лейблом Frontiers Records. Альбом выйдет 27 сентября 2011 года, а с 21 февраля группа приступила к записи альбома в студии. Продюсировать альбом будет Bob Marlette, известный по работе с группами Black Sabbath, Shinedown, Atreyu, Filter. Название и дата выхода альбома «Kicking & Screaming» были объявлены 15 июня 2011 года.

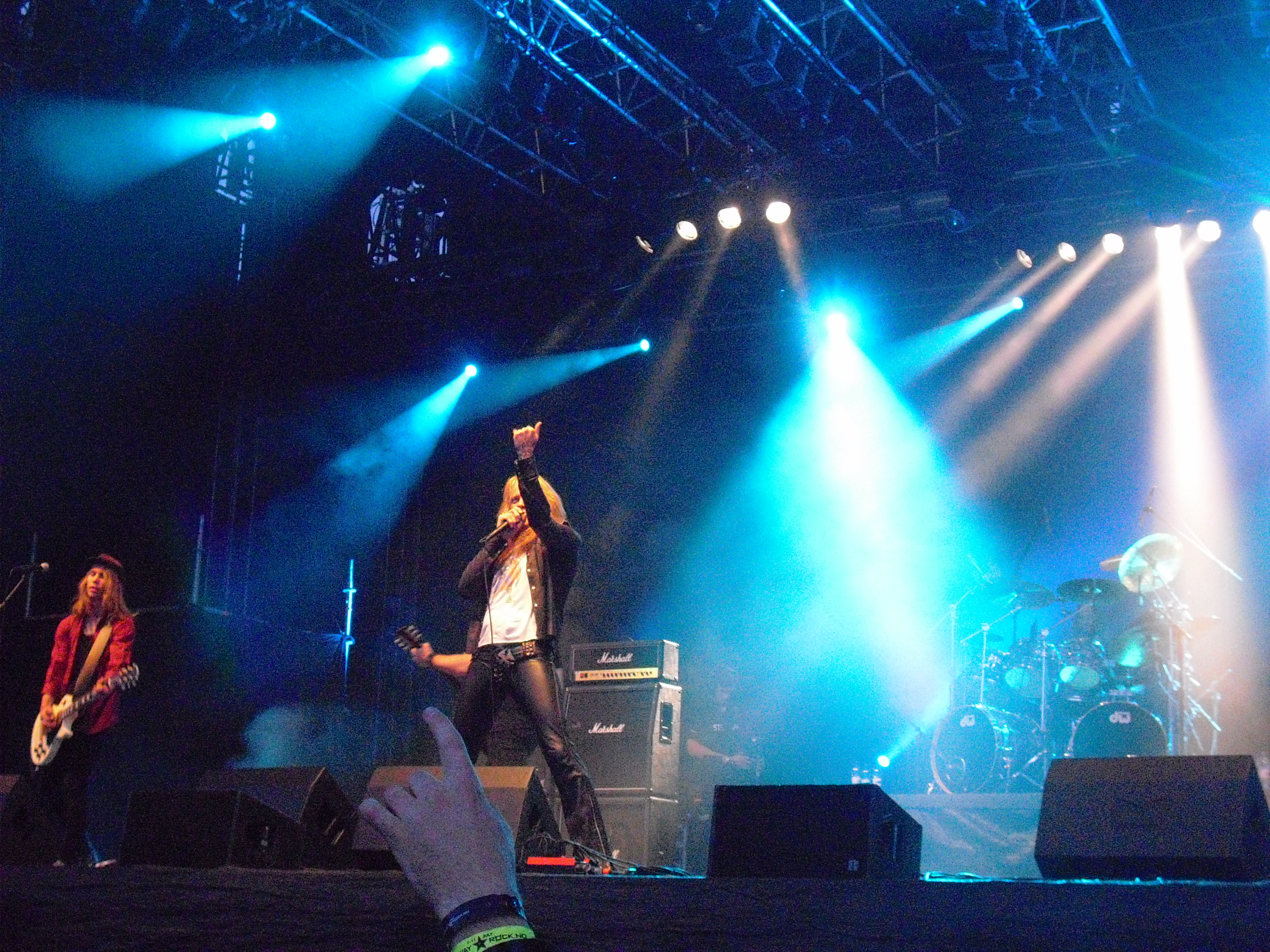
Бах на Норвежском рок-фестивале 10 июля 2010 года

13 января 2014 года было анонсировано название нового альбома «Give 'Em Hell», который выйдет 22 апреля на том же лейбле, что и предыдущий альбом. Продюсер альбома также остался прежним. В альбоме будет совместная работа с такими музыкантами, как John 5, Duff McKagan и Steve Stevens.

## Участники сольной группы

### Настоящие
- Джонни Хроматик/Johnny Chromatic — соло и ритм-гитара (2005—present)
- Бобби Джарзомбек/Bobby Jarzombek — ударные (2005—present)
- Джейсон Кристофер/Jason Christopher — бас-гитара (2012—present)

### Бывшие
- Джефф Джордж — ритм-гитара (2012—2013) (сейчас в We Are Harlot)
- Роб ДеЛука/Rob DeLuca — бас-гитара (2006—2012)
- Ник Стерлинг/Nick Sterling — соло и ритм-гитара (2009—2012)
- Майк Члачлак/Mike Chlasciak — гитара (2005—2008)
- Стив ДиДжорджио/Steve DiGiorgio — бас-гитара (2005—2007)
- Ральф Сантолла/Ralph Santolla — гитара  (2004—2005)
- Антон Фиг/Anton Fig — ударные (1998—2000)
- Ричи Скарлет/Richie Scarlet — гитара (1998—2002)
- Ларри/Larry — бас-гитара (1997- ?)
- Джимми Флемион/Jimmy Flemion — гитара (1997—1999)
- Марк МакКоннел/Mark «Bam Bam» McConnel — ударные (1997—2005)
- Рэндалл Икс Роулингс/Randall X Rawlings — гитара (2004—2005)
- Адам Олбрайт/Adam Albright — гитара (2004—2005)
- Чиз/Cheeze — бас-гитара (2004—2005)
- Пол Крук/Paul Crook — гитара (1999—2004)

## Дискография

### Skid Row
- Skid Row (1989) (Atlantic) (5x Platinum)
- Slave To The Grind (1991) (Atlantic) (2x Platinum)
- B-sides Ourselves (EP) (1992) (Atlantic) (Gold)
- Subhuman Race (1995) (Atlantic)
- Subhuman Beings on Tour (EP) (1995) (Atlantic)
- 40 Seasons: The Best of Skid Row (сборник) (1998) (Atlantic)
- Hi-Five (сборник) (2005) (Atlantic/Rhino)

#### Избранные бутлеги
- Basement Tapes (rare demo) (1988)
- Gutter Punks — Live In Los Angeles, California 1989 (1989) (Main Event)
- Live At Rock N' Roll Heaven, Toronto, Canada 06-02-1989 (1989)
- Jersey Mates — Live At Giants Stadium, East Rutherford, New Jersey 06-11-1989 (with Bon Jovi) (1989) (Shout to the Top)
- Live At Sheffield City Hall, UK 07-11-1989 (1989)
- Live At Milton Keynes Bowl, UK 08-19-1989 (1989)
- Live In Civic Center, Ottawa, Ontario, Canada 03-01-1990 (1990)
- Slave To The Grind Demos (1991)
- Slave To The Grind Tour Rehearsal (1991)
- Live At Wembley, UK 07-31-1991 (1991)
- Doin' The Business — Live In Stockholm Globe Arena 08-17-1991 (1991) (Deep Records)
- Psycho Therapy — Live In Osaka, Japan 11-07-1991 (1991)
- Live At London Arena Docklands, UK 11-22-1991 (1991)
- Live At Donnington Monsters of Rock 08-22-1992 (1992)
- Live At Budokan Hall, Tokyo, Japan 10-08-1992 (1992)
- Live In New York City 09-09-1995 (1995)

### The Last Hard Men
- The Last Hard Men (1997) (Spitfire)

### Frameshift
- An Absence of Empathy (2005) (ProgRock)

### Соло
- Bring'Em Bach Alive (1999) (Spitfire)
- Bach 2: Basics (2001) (Get Off My Bach!)
- Angel Down (2007) (Get Off My Bach!/MRV/EMI/Caroline)
- Kicking & Screaming (2011) (Get Off My Bach!/Frontiers/Avalon)
- ABachalypse Now (2013) (Get Off My Bach!/Frontiers)
- Give 'Em Hell (2014) (Get Off My Bach!/Frontiers/Avalon)
- Child Within The Man (2024) (Reigning Phoenix)

#### Избранные бутлеги
- Live At Whisky A Go-Go (1998)
- Orlando’98 — Live In Orlando, Florida (1998)
- Live In Oakland, California 12-15-2006 (2006)
- Live At Acer Arena Sydney, Australia 06-23-2007 (2007)
- Live At B2 Maximum, Moscow, Russia 12-21-2009 (2009)
- Steve Stevens & Sebastian Bach — Live At The Iridium Jazz Club 01-28-2012 (2012)

### Другое
| Год  | Группа | Название                                                                                                   | Лейбл                          | Песни                                                     |
| ---- | --- | --- | ------------------------------ | --------------------------------------------------------- |
| 1985 | Kid Wikkid | «Maple Metal»                                                                                              | Attic Records                  | «Take A Look At Me»                                       |
| 1989 | Skid Row | «Stairway To Heaven/Highway To Hell»                                                                       | Mercury Records                | «Holidays in the Sun»                                     |
| 1990 | Motley Crue | «Dr. Feelgood»                                                                                             | Elektra                        | «Time For Change»                                         |
| 1989 | Ace Frehley | «Trouble Walkin'»                                                                                          | Megaforce/Atlantic             | «Trouble Walkin'», «Back To School», «Too Young To Die»   |
| 1991 | The Peace Choir (Yoko Ono, Amina, Adam Ant, Sebastian Bach, Bros, Felix Cavaliere, Terence Trent D’Arby, Flea, John Frusciante, Peter Gabriel, Kadeem Hardison, Ofra Haza, Joe Higgs, Bruce Hornsby, Lee Jaffe, Al Jarreau, Jazzie B, Davey Johnstone, Lenny Kravitz, Cyndi Lauper, Sean Ono Lennon, Little Richard, LL Cool J, MC Hammer, Michael McDonald, Duff McKagan, Alannah Myles, New Voices of Freedom, Randy Newman, Tom Petty, Iggy Pop, Q-Tip, Bonnie Raitt, Run, Dave Stewart, Teena Marie, Little Steven Van Zandt, Don Was, Wendy & Lisa, Ahmet Zappa, Dweezil Zappa, and Moon Unit Zappa) | «Give Peace A Chance»                                                                                      |                                | «Give Peace A Chance»                                     |
| 1993 | Duff McKagan | «Believe In Me»                                                                                            | Geffen                         | «Trouble»                                                 |
| 1993 | Ramones | «Acid Eaters»                                                                                              | Radioactive Records            | «Out of Time»                                             |
| 1995 | Skid Row | «13 & LIVE»                                                                                                | East West                      |                                                           |
| 1996 | Various Artists | «Spacewalk: A Tribute to Ace Frehley»                                                                      | Shrapnel                       | «Rock Bottom», «Take Me To The City», «Save Your Love»    |
| 1996 | Various Artists | «Working Man: A Tribute To Rush»                                                                           | Magna Carta                    | «Working Man» & «Jacob’s Ladder»                          |
| 1997 | The Last Hard Men | «Scream» Movie Soundtrack                                                                                  | TVT Records                    | «School’s Out»                                            |
| 1997 | Ritchie Scarlett | «Wise Guy From New York»                                                                                   | Axis Records                   | «Sly Little Bitch»                                        |
| 1997 | Various Artists | «Stairway To Heaven: A Tribute To Led Zeppelin»                                                            | East West Records Japan        | «Communication Breakdown» & «Immigrant Song»              |
| 1998 | Various Artists | «Thunderbolt: A Tribute To AC/DC»                                                                          | De-Rock                        | «TNT», «Little Lover»                                     |
| 1998 | Various Artists | «Forever Mod: A Tribute To Rod Stewart»                                                                    | De-Rock                        | «Tonight’s The Night»                                     |
| 2000 | Various Artists | «Iron Maiden Tribute: Slave To The Power»                                                                  | Meteor City                    | «Children Of The Damned»                                  |
| 2000 | Various Artists | «Randy Rhoads Tribute»                                                                                     | East West Records Japan        | «I Don’t Know», «Crazy Train», «Beleiver», «Mother Earth» |
| 2001 | Various Artists | «TWISTED FOREVER: A Tribute to Twisted Sister»                                                             | Koch Records                   | «You Can’t Stop Rock’N’Roll»                              |
| 2002 | Various Artists | «The Dream’s In You»                                                                                       |                                | «The Dream’s In You»                                      |
| 2002 | Anton Fig | «Figments»                                                                                                 | Planula Records                | «Know Where You Go» (with Ace Frehley)                    |
| 2003 | BulletBoys | «Sophie»                                                                                                   | Bulletboys Records             | «Neighborhood»                                            |
| 2005 | Various Artists | «Subdivisions: A Tribute To The Music Of Rush»                                                             | Magna Carta                    | «Lakeside Park» & «Tom Sawyer»                            |
| 2005 | Michael Schenker Group | «Heavy Hitters», re-issued as «Doctor, Doctor: The Kulick Sessions» (2007) and «By Invitation Only» (2011) | Cleopatra Records              | «I Don’t Live Today», «Finding My Way»                    |
| 2006 | Liberty n' Justice | «Soundtrack of a Soul»                                                                                     | Lnj Records                    | «Another Nail»                                            |
| 2007 | Sebastian Bach (with Michael Schenker Group) | «Finding My Way (Single)»                                                                                  | EMI/MRV Music/Get Off My Bach! | «Finding My Way» & «I Don’t Live Today»                   |
| 2007 | Sebastian Bach | «(Love Is) A Bitchslap (Single)»                                                                           | EMI/MRV Music/Get Off My Bach! | «(Love Is) A Bitchslap»                                   |
| 2008 | Sebastian Bach | «By Your Side (Single)»                                                                                    | EMI/MRV Music/Get Off My Bach! | «By Your Side»                                            |
| 2008 | Sebastian Bach | «Battle With The Bottle (Single)»                                                                          | EMI                            | «Battle With The Bottle»                                  |
| 2008 | Guns N' Roses | «Chinese Democracy»                                                                                        | Geffen                         | «Sorry»                                                   |
| 2009 | Jeff Buckley | «Grace Around The World» Deluxe Edition                                                                    | Sony Music                     |                                                           |
| 2010 | Various Artists | «New World Man: A Tribute To Rush»                                                                         | Magna Carta                    | «Jacob’s Ladder»                                          |
| 2010 | Various Artists | «Siam Shade Tribute»                                                                                       | Sony Music Entertainment Japan | «Don’t Tell Lies»                                         |
| 2012 | Kiara Rocks | «Todos Os Meus Passos»                                                                                     | Substancial Music              | «Careless Whisper»                                        |
| 2012 | T&N | «Slave to the Empire»                                                                                      | Rat Pak                        | «Alone Again»                                             |
| 2014 | Dada Life feat. Sebastian Bach | «Born To Rage (Single)»                                                                                    | Universal Records              | «Born To Rage (Vocal Mix)»                                |
| 2015 | Various Artists | «Randy Rhoads Remembered Vol. I»                                                                           | Tish Tone Records              | «S.A.T.O.»                                                |

#### Избранные бутлеги
- 1986 Madam X / Demos

## Видео
| Год  | Группа                                                      | Название                                                   | Носитель             | Лейбл                      |
| ---- | ----------------------------------------------------------- | ---------------------------------------------------------- | -------------------- | -------------------------- |
| 1989 | Skid Row                                                    | «Moscow Music Peace Festival»                              | DVD, VHS & Laserdisc | Elektra Home Video         |
| 1990 | Skid Row                                                    | «Oh Say, Can You Scream?»                                  | VHS & Laserdisc      | A*Vision Home Video        |
| 1993 | Skid Row                                                    | «Roadkill»                                                 | VHS & Laserdisc      | A*Vision Home Video        |
| 1993 | Skid Row                                                    | «No Frills Video»                                          | VHS & Laserdisc      | A*Vision Home Video        |
| 1994 | GWAR                                                        | «Skullhead Face»                                           | VHS & DVD            | Metal Blade                |
| 1994 | Sebastian Bach & Motorhead (with Whitfield Crane and Ice-T) | «Born to Raise Hell» — «Airheads» (Not Credited!)          | VHS & DVD            | XX Century Fox             |
| 1995 | Skid Row                                                    | «Breakin' Down» — «The Prophecy»                           | Laserdisc & VHS      | Miramax Films              |
| 2004 | Sebastian Bach                                              | «Forever Wild»                                             | DVD                  | EagleVision                |
| 2005 | Sebastian Bach, Richard Greico, Angie Everheart, etc.       | «Point Doom»                                               | DVD                  | Ventura Distribution       |
| 2005 | Gilmore Girls                                               | Complete Fourth Season Box Set                             | DVD                  | Warner Brothers Home Video |
| 2005 | Gilmore Girls                                               | Complete Fifth Season Box Set                              | DVD                  | Warner Brothers Home Video |
| 2006 | Various Artists                                             | «Youth Gone Wild» — BANG YOUR HEAD Festival BEST OF        | DVD                  | Locomotive Music           |
| 2006 | Various Artists                                             | «Big Guns» — BANG YOUR HEAD FESTIVAL 2005 10TH ANNIVERSARY | DVD                  | Locomotive Music           |
| 2007 | Gilmore Girls                                               | The Complete Series Collection — 5 Seasons                 | DVD                  | Warner Brothers Home Video |
| 2008 | Trailer Park Boys                                           | Season 7                                                   | DVD                  | Showcase                   |
| 2008 | Sebastian Bach                                              | «Roadrage»                                                 | Limited edition DVD  | Get Off My Bach!           |
| 2011 | Sebastian Bach                                              | «Kicking & Screaming»                                      | Limited edition DVD  | Get Off My Bach!           |
| 2012 | Sebastian Bach (камео)                                      | «Rock of Ages»                                             | DVD                  | Warner Brothers            |
| 2013 | Sebastian Bach                                              | «ABachalypse Now»                                          | DVD                  | Get Off My Bach!           |

### Избранные бутлеги
| Год  | Группа | Название                                                                         | Носитель |
| ---- | --- | -------------------------------------------------------------------------------- | -------- |
| 1990 | The Gak (James Hetfield, Kirk Hammett and Lars Ulrich from Metallica; Axl Rose, Duff McKagan and Slash from Guns N' Roses; and Sebastian Bach from Skid Row) | RIP Magazine’s Anniversary Party at Hollywood Platinum, Hollywood, CA 11-09-1990 | VHS      |
| 1991 | Skid Row | «Slave to the UK» — Live At Wembley Stadium, London, UK 08-31-1991               | DVD      |
| 1992 | Skid Row | «Rio De Janeiro Hollywood Rock» — Live At Maracana Stadium, Brasil 01-26-1992    | DVD      |
| 1992 | Skid Row | «Live at the Budokan» — Live At The Budokan, Tokyo, Japan 10-08-1992             | DVD      |